# Pastramă

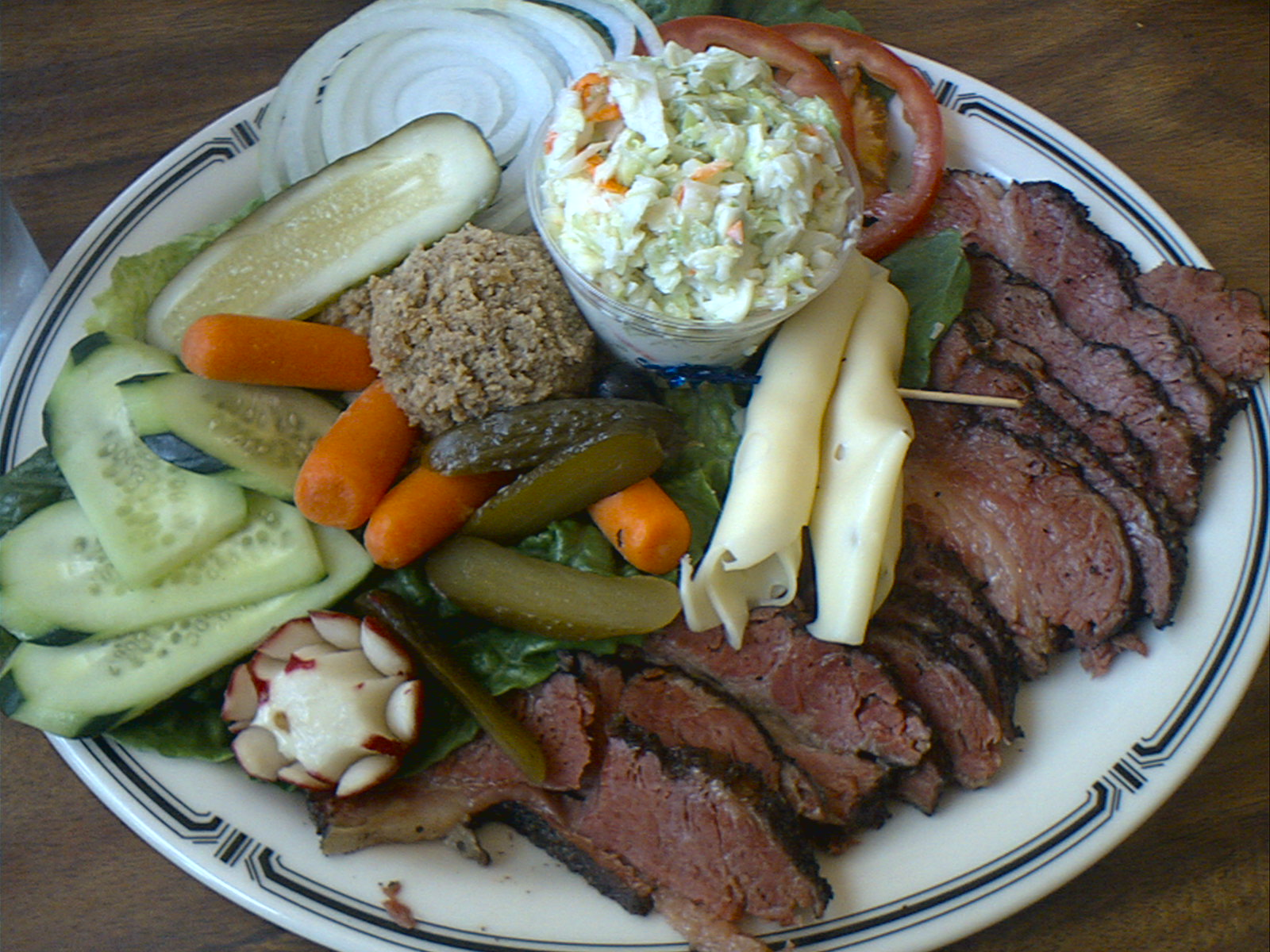
Tranche de pastramă.

Le pastramă ou encore pastram est une préparation charcutière de bœuf, de mouton, d'agneau ou de volaille que l'on trouve en Roumanie, et Moldavie. La préparation consiste à tremper un morceau de viande dans de la saumure, puis à le fumer.

## Origine
Dans les principautés roumaines de Moldavie et Valachie, le pastrama était à l'origine une viande de caprin, un jeune bélier, épicée, salée et fumée. Indispensable pour conserver la viande à l'époque où les réfrigérateurs n'existaient pas, ce mode de préparation est devenu obsolète, mais le pastrama perdure par son goût et ses arômes.

## Étymologie
Le terme pastramă est tiré du verbe roumain a păstra, signifiant « conserver, garder ».
Une autre théorie voudrait que le pastrama soit d'origine turque. Le nom lui-même rappelle le pastırma turc, de bastırma signifiant « viande pressée ».
Cependant, l'iranologue autrichien Bert Fragner, dans son livre From the Caucasus to the Roof of the World: A culinary adventure, soutient que l'origine de la cuisine ottomane est un mélange de la gastronomie de la Grèce antique, de l'empire byzantin, des nations arabes, des traditions phéniciennes et juives, et donc il est légitime de penser que les cuisiniers ottomans ont pu aussi s'inspirer du savoir-faire culinaire des principautés roumaines jadis tributaires de l'Empire ottoman.
Le mot pastrama est employé avec des variantes mineures dans les diverses langues de la région : pastërma en albanais, باسطرمة, basturma en Arabe, bastırma en azéri, pastrama en serbo-croate, pasturma en bulgare et παστουρμάς ou παστρουμάς en grec.

## Mondialisation

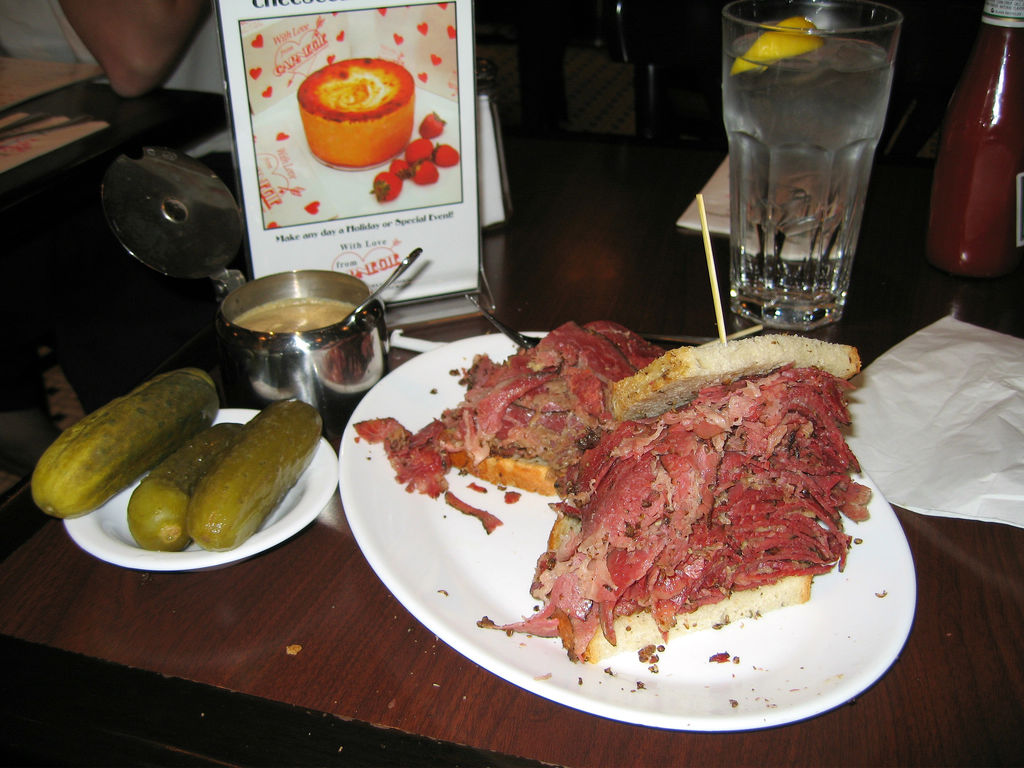
Sandwich au pastrami.

Le pastrama roumain est importé à New York, aux États-Unis, par des émigrants juifs roumains vers 1872, et se dénomme là-bas pastrami par l'influence du salami. Il semble que la création du premier sandwich au pastrami a été signalée en 1880.